# 堀切町
堀切町（ほりきりちょう）は、愛知県田原市の地名。68の小字が設置されている。

## 地理
旧渥美町南部に位置する。

### 字一覧
字名は以下の通りである。
| - 今田（いまだ） - 今田原（いまだはら） - 植松（うえまつ） - 大草（おおくさ） - 大黒見（おおぐろみ） - 大左夕（おおさゆう） - 大沢（おおさわ） - 岡畑（おかばた） - 岡山（おかやま） - 奥瀬古（おくぜこ） - 角右組（かくえぐみ） - 風除（かざよけ） - 蒲（がま） - 唐沢（からさわ） - 河木原（かわきばら） - 川畑（かわばた） - 北猫池（きたねこいけ） - 五反田（ごたんだ） - 小堀（こぼり） - 左々組（ささぐみ） - 左夕田（さゆうだ） - 左夕原（さゆうばら） - 三角原（さんかくばら） | - 十七人組（じゅうしちにんぐみ） - 城山（じょうやま） - 除地（じょち） - 新田（しんでん） - 新西原（しんにしはら） - 新堀西（しんぼりにし） - 新堀東（しんぼりひがし） - 瀬古畑（せこばた） - 瀬戸（せど） - 善久（ぜんく） - 蓼原（たではら） - 段留（だんどめ） - 出口（でぐち） - 寺ノ東（てらのひがし） - 鳥屋道（とりやみち） - 中島（なかじま） - 永田（ながた） - 中浜畑（なかはまばた） - 南原（なんばら） - 西瀬古（にしぜこ） - 西猫池（にしねこいけ） - 西畑（にしばた） - 西和名池（にしわないけ） | - 八人組（はちにんぐみ） - 初立（はったち） - 浜畑（はまばた） - 浜薮（はまやぶ） - 半左組（はんざぐみ） - 半ノ木（はんのき） - 東瀬古（ひがしぜこ） - 東和名池（ひがしわないけ） - 保田（ほだ） - 堀口（ほりぐち） - 本田（ほんた） - 宮裏（みやうら） - 宮ノ前（みやのまえ） - 宮東（みやひがし） - 元畑（もとばた） - 焼山（やきやま） - 矢崎（やさき） - 山田（やまだ） - 山ノ鼻（やまのはな） - 夕ノ田（ゆうのだ） - 和名池（わないけ） - 和名山（わなやま） |

## 歴史

### 地名の由来
当地北端から亀山町を経由し、中山町に至る堀が開削されたこと（堀が切られた）に由来する。

### 沿革
- 江戸時代 - 三河国渥美郡の幕府領の堀切村として所在[7]。
- 寛永2年 - 旗本清水氏の知行地となる[7]。
- 明治11年 - 東堀切村を併合する[8]。
- 明治22年 - 合併に伴い、伊良湖村大字堀切となる[8]。
- 明治23年 - 伊良湖村より分離独立し、堀切村大字堀切となる[8]。
- 明治39年 - 合併に伴い、伊良湖岬村大字堀切となる[8]。
- 昭和30年 - 合併に伴い、渥美町大字堀切となる[8]。

## 世帯数と人口
2015年（平成27年）10月1日現在の世帯数と人口は以下の通りである。
| 町丁   | 世帯数  | 人口    |
| ------ | ------- | ------- |
| 堀切町 | 378世帯 | 1,238人 |

### 人口の変遷
国勢調査による人口の推移
| 2005年（平成17年） | 1,481人 | [ 9 ]  |  |
| 2010年（平成22年） | 1,340人 | [ 10 ] |  |
| 2015年（平成27年） | 1,238人 | [ 2 ]  |  |

## 学区
市立小・中学校に通う場合、学区は以下の通りとなる。また、公立高等学校に通う場合の学区は以下の通りとなる。
| 番・番地等 | 小学校                 | 中学校             | 高等学校 |
| ---------- | ---------------------- | ------------------ | -------- |
| 全域       | 田原市立伊良湖岬小学校 | 田原市立福江中学校 | 三河学区 |

## 施設
- 田原市立堀切小学校[5]（廃校）
- 農協支所[5]
- 花卉集出荷場[5]
- フラワーセンター[5]
- 寅之神社[5]
- 神明社[5]
- 曹洞宗常光寺[5]
- 大通寺[5]
- ハマボウ野生地[5]

## その他

### 日本郵便
- 郵便番号 : 441-3627[3]（集配局：渥美郵便局[13]）。